# Diceros bicornis brucii
Il rinoceronte nero nordorientale (Diceros bicornis brucii (Lesson, 1842)), è una sottospecie estinta di  rinoceronte nero un tempo diffusa in Eritrea, Gibuti, Somalia settentrionale e sudorientale, Etiopia settentrionale e sudorientale e Sudan centrale. La data esatta della sua estinzione non è chiara, ma si ritiene che gli ultimi esemplari siano vissuti in Somalia settentrionale fino ai primi decenni del XX secolo.